# 4x4-Haus
Das 4x4-Haus (auch 4×4-Haus geschrieben, jap. よんめーとるかけるよんめーとるのいえ, yon metoru kakeru yon metoru no ie) ist ein Wohngebäude des Architekten Tadao Ando in Tarumizu-ku, Präfektur Kobe. Die Struktur bestand aus zwei Gebäuden. Der Bau von Haus I wurde 2003 abgeschlossen und der Bau von Haus II im Jahr 2005.

## Geschichte
Das Projekt des 4x4-Hauses wurde nach dem Hanshin-Erdbeben entwickelt. Im November 2000 erschien eine Sonderausgabe des japanischen Männermagazins Brutus mit dem Titel The Promised Architecture, in der berühmte Architekten Pläne für den Bau von Privathäusern vorstellten. Neben Tadao Ando nahmen auch die Architekten Kunihiko Hayakawa und Kazuo Kishi an diesem Projekt teil. Tadao Ando wählte einen Ort am Meer. Das Gelände bestand aus schmalen und chaotischen Landstreifen. Zu diesem Zeitpunkt hatte Tadao Ando bereits Erfahrung mit solchen Bauwerken. Bekannt wurde von ihm die auf der Nachbarinsel Hokkaido (4 km entfernt) gelegenen Wassertempel, die das Epizentrum des Erdbebens von 1995 war. Im Rahmen dieses Projekts wurde 2002 mit dem Bau von Haus I begonnen, das 2003 abgeschlossen wurde. Ein Bericht über alle architektonischen Bauwerke wurde dem Magazin Brutus vorgelegt und 2003 in der Ausgabe des Magazins Architektur von 10 berühmten Architekten versprochen! veröffentlicht. Das symmetrische Haus II mit einer Größe von 4 × 4 m war kein Wettbewerbsprojekt, sondern wurde im Einzelauftrag entwickelt. Das ebenfalls 4 × 4 m große Haus II wurde 2014, genau neun Jahre nach seiner Fertigstellung, abgebaut.

## Übersicht
Der Name des 4 × 4 m großen Hauses stammt von den Maßen des Studios im obersten Stockwerk, dessen Länge, Breite und Höhe 4 Meter beträgt. Sie wurden entlang der Küste von Tarumizu-ku, Stadt Kobe, Präfektur Hyogo, mit Blick auf die Akashi-Kaikyo-Brücke gebaut. Von den beiden Gebäuden ist eines auf der Westseite das 4 × 4 m große Haus I und das andere auf der Ostseite das 4 × 4 m große Haus II.
Ein Zimmerfenster bietet Blick auf die Akashi-Kaikyo-Brücke mit Blick auf die Insel Awaji. Die genaue Adresse dieses Gebäudes wurde nicht offiziell bekannt gegeben, da es sich um Wohngebäude handelt, in denen normale Bewohner leben. Aus dem gleichen Grund sind auch allgemeine Besichtigungen dieser Gebäude nicht möglich.
Das 4 × 4 m große Haus I hat eine Fläche von 65,42 m² und eine Grundfläche von 22,56 m². Es ist auf einem 4,75 m langen und breiten Platz gebaut. Das Studio im obersten Stockwerk befindet sich etwas östlich der unteren Stockwerke und ist ein Würfel mit 4 Metern Kantenlänge. Die Struktur ist ein Betonprodukt, das aus einem Keller und vier oberirdischen Stockwerken besteht.
Haus II wurde 2005 neben dem östlichen Teil von Haus I fertiggestellt. Es ist ähnlich gestaltet wie Haus I, nur dass es sich um ein Holzgebäude handelt, drei Stockwerke über dem Boden liegt und die Außenwand schwarz gestrichen ist. Das Studio in der obersten Etage ist westlich der unteren Etagen leicht versetzt, sodass die beiden Gebäude entlang der Mittellinie symmetrisch sind.